# L'home bicentenari i altres relats
L'home bicentenari i altres relats (títol original en anglès: The Bicentennial Man and Other Stories) és un recull de relats de ciència-ficció escrits per l'escriptor estatunidenc Isaac Asimov entre 1966 i 1976 i aplegats en un sol volum publicat el 1976 per l'editorial Doubleday. El llibre recull onze relats i un poema, publicats anteriorment en revistes de fantasia i ciència-ficció:
- "The Prime of Life" – poema (F&SF, Octubre de 1966)
- "Feminine Intuition" (F&SF, Octubre de 1969)
- "Waterclap" (Galaxy, Maig de 1970)
- "That Thou Art Mindful of Him" (F&SF, Maig de 1974)
- "Stranger in Paradise" (If, Maig–Juny de 1974)
- "The Life and Times of Multivac" (New York Times Magazine, 5 de gener 1975)
- "The Winnowing" (Analog, Febrer de 1976)
- "The Bicentennial Man" (Judy-Lynn del Rey, ed., Stellar Science Fiction #2, Febrer de 1976)
- "Marching In" (High Fidelity, Abril de 1976)
- "Old-fashioned" (Bell Telephone Magazine, Febrer de 1976)
- "The Tercentenary Incident" (Ellery Queen's Mystery Magazine, Agost de 1976)
- "Birth of a Notion" (Amazing Stories, Abril de 1976)

Dos dels relats, "Feminine Intuition" i "The Bicentennial Man", van ser inspirats per l'editora i antòloga de ciència-ficció estatunidenca Judy-Lynn del Rey. El darrer relat, "The Bicentennial Man", va inspirar la novel·la del mateix Asimov, The Positronic Man (publicada el 1992), que a la vegada va inspirar la pel·lícula homònima protagonitzada per l'actor Robin Williams i estrenada als Estats Units el 1999.

## Premis
- 1977: Premi Hugo, Premi Nebula i Premi Locus al millor relat per L'home bicentenari (The Bicentennial Man).[4]

## Traducció al català
El llibre va ser traduït al català per Mar Aranda García el 2011 (Edicions Bromera).